# Estelle Lemire
Pour les articles homonymes, voir Lemire.
Estelle Lemire est une ondiste, compositrice et pédagogue canadienne née en 1960 à Montréal.

## Biographie
Estelle Lemire naît en 1960 à Montréal.
Entre 1982 et 1991, elle étudie au Conservatoire de musique de Montréal et obtient un premier prix d’ondes Martenot en 1988, dans la classe de Jean Laurendeau, et un premier prix de composition en 1991 dans la classe de Gilles Tremblay.
Comme ondiste, elle est engagée dans la création contemporaine, est membre de l’Ensemble d’ondes de Montréal, se produit avec divers ensembles (Ensemble contemporain de Montréal, Orchestre symphonique de Calgary), joue lors de festivals, à la radio, à la télévision et pour diverses sociétés de musique contemporaine (Société de musique contemporaine du Québec, Radio-Canada).
Depuis 2015, Estelle Lemire est professeure d'ondes Martenot au Conservatoire de musique et d'art dramatique du Québec.
Comme compositrice, son catalogue comprend une quarantaine d’œuvres. Elle a reçu de nombreuses bourses et commandes du Conseil des arts et des lettres du Québec et du Conseil des arts du Canada. Finaliste en 2008 du prix Opus, catégorie « création de l’année », son esthétique explore la microtonalité et recherche, « par le dépouillement des objets sonores considérés dans leur expression la plus élémentaire, la création d’une harmonie globale ».

## Œuvres
Parmi ses compositions, figurent notamment :
- Rimes et mesures dépourvues (1991), pour clarinette solo, guitare électrique solo, saxophone soprano, trompette, trombone, percussions, violoncelle, contrebasse et support, créé le 7 novembre 1991[4]
- Materia prima (1995), pour ondes Martenot et gamelan javanais[5]
- contribution à l’œuvre collective Symphonie du millénaire (2000)[6],[7]
- Mémoire / éclaircie (2007), pour petit ensemble, créé le 24 avril 2008[8]
- Cantus arborescens (2009), voix, clarinette, piano et 2 percussions, créé le 11 février 2010[9]